# 慕容昭
慕容 昭（ぼよう しょう、生年不詳 - 333年）は、五胡十六国時代の前燕の人物。鮮卑慕容部の大人慕容廆の子。

## 生涯
慕容廆に従い、広武将軍に任じられていた。
咸和8年（333年）5月、慕容廆が亡くなり、子の慕容皝が後を継いだ。慕容皝は慕容昭・庶兄の建威将軍慕容翰・同母弟の征虜将軍慕容仁の存在を疎ましく思っていた。これを察した慕容翰は鮮卑段部の大人段遼の元に出奔した。
10月、慕容仁は慕容廆の喪に服すため、平郭からやってきた。慕容昭に会った慕容仁は、慕容皝から危害を受けることの不安を吐露した。慕容昭は「我らは皆、正嫡であり、国を分けてもらう権利があります。兄上（慕容仁）は普段から人心を得ており、我は内にあって疑われておらず、その間隙を衝くのは難しくありません。兄上が兵を挙げ、我が内応して、事が成れば遼東をいただければ幸いです。男子が事を起こしたならば、勝てなければ死あるのみです。間違っても建威（慕容翰）のように、異国で人生を送る真似は出来ません」と答えた。
慕容仁は慕容皝への反乱を決意して平郭へ帰り、兵を挙げて慕容皝の元へ向かった。
ある者が慕容仁と慕容昭の密謀を慕容皝に告げた。慕容皝はこれを信じず、使者を慕容仁の元に遣わした。黄水に至った慕容仁は、謀が露見したとして使者を殺害して、平郭に帰還した。慕容皝は慕容昭を賜死させた。

## 人物・逸話
才芸があり、父の慕容廆から寵愛されていた。これを慕容皝は常々妬ましく思っていた。

## 家系

### 父
- 慕容廆

### 母
- 段夫人

### 兄弟
- 慕容翰 - 庶長子
- 慕容皝 - 嫡長子で三男
- 慕容仁
- 慕容幼
- 慕容稚
- 慕容軍
- 慕容汗
- 慕容評
- 慕容彪

### 姉妹
- 慕容氏 - 代王拓跋什翼犍にとついだ